# Schiffsbilder auf Runen- und Bildsteinen

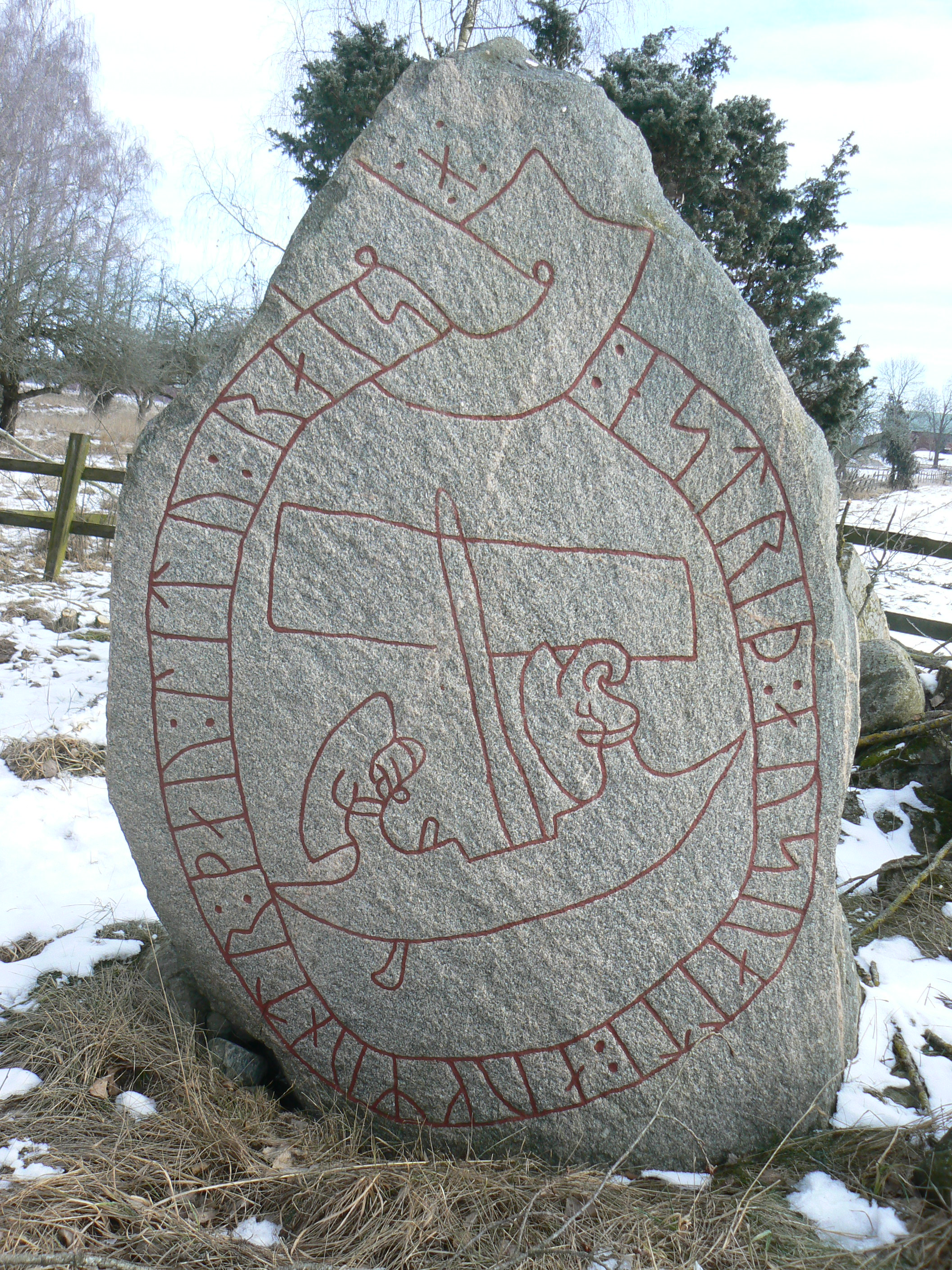
Runenstein Ög 224 mit Schiffsdarstellung

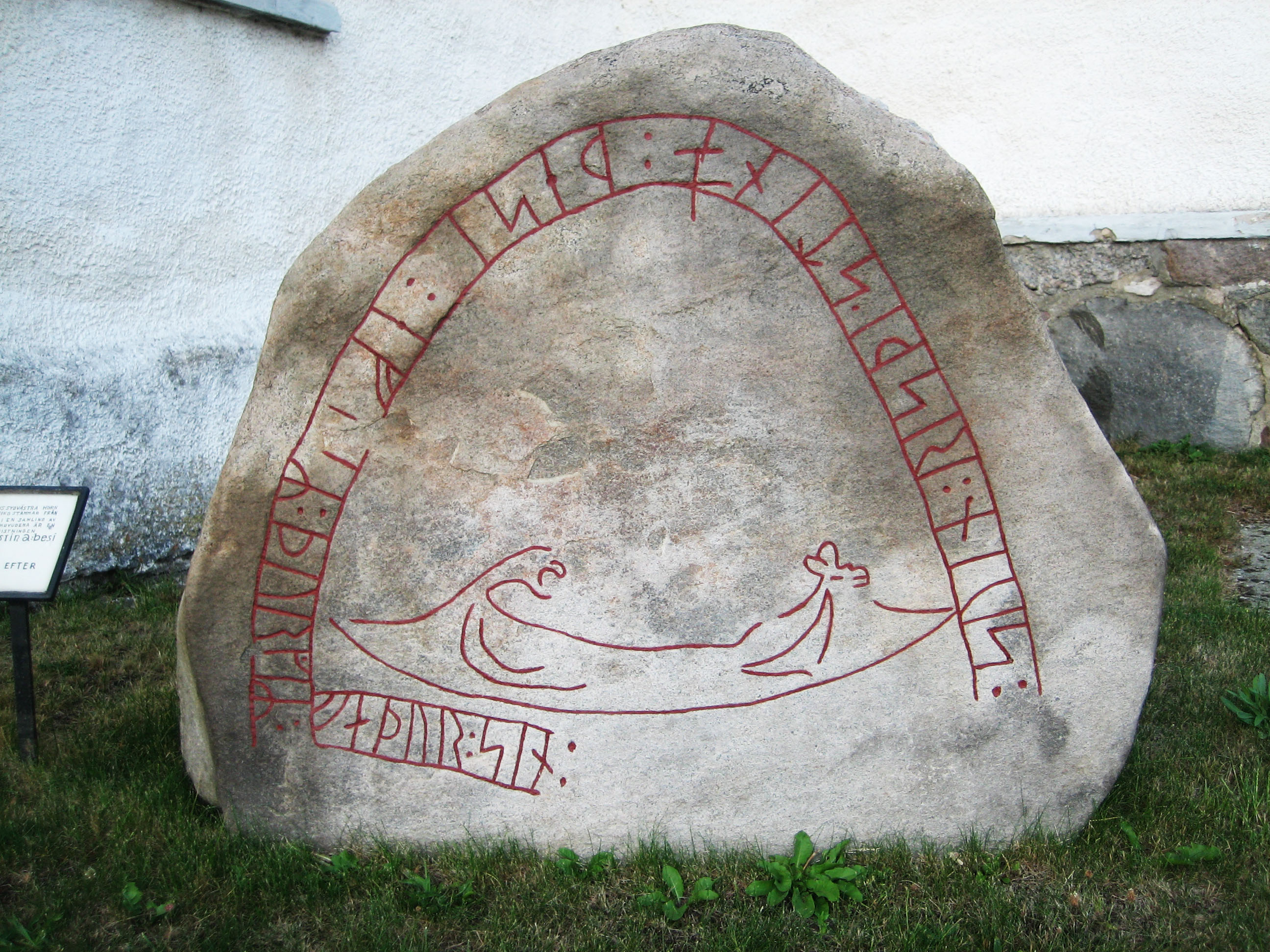
Holmbysten (DR 328)

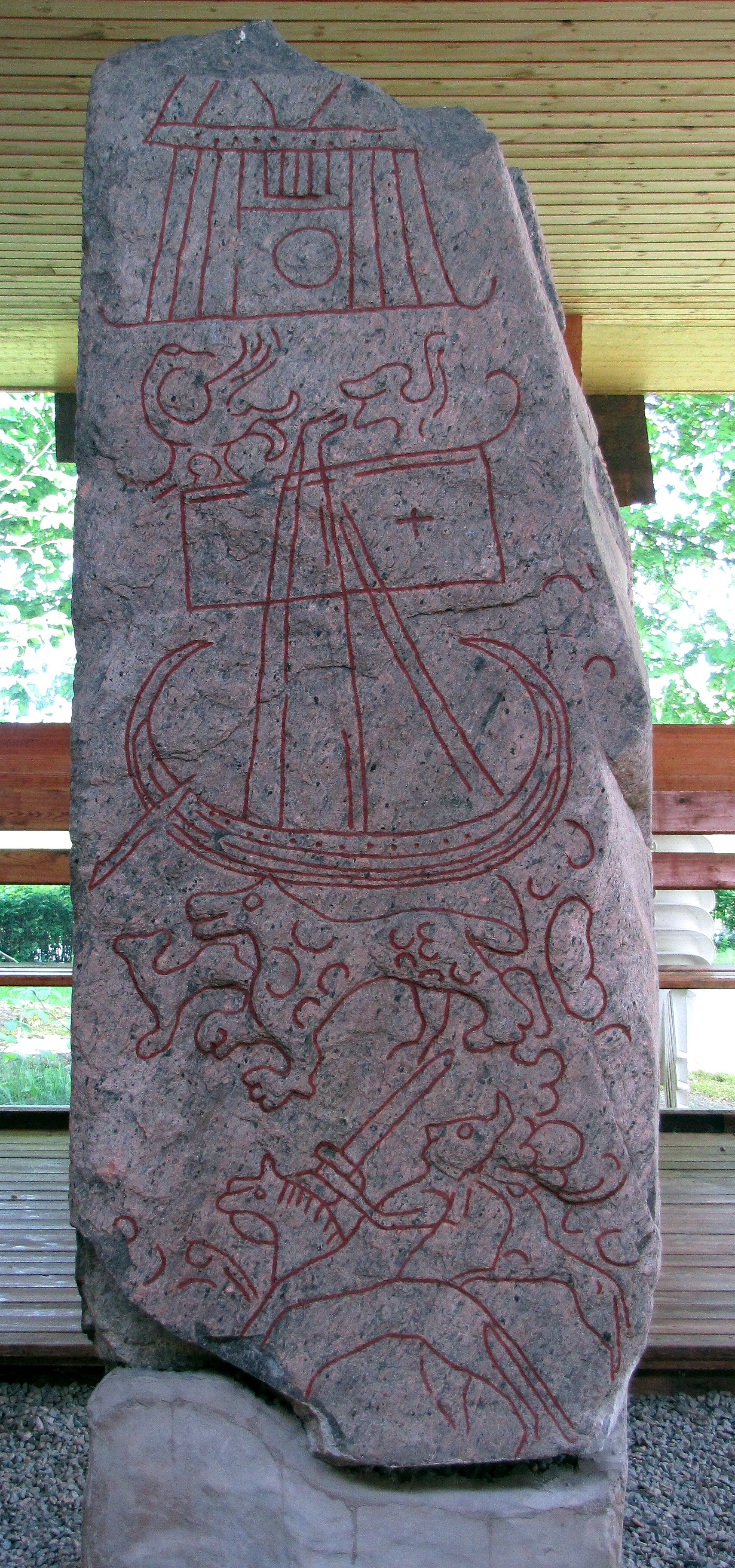
Runenstein von Sparlösa

Schiffsbilder auf Runen- und Bildsteinen finden sich auf einigen Runensteinen der Wikingerzeit, besonders naturgetreu aber auf gotländischen Bildsteinen.

## Runensteine
Aus Schweden sind 17 und aus Dänemark acht Runensteine mit Schiffsdarstellungen bekannt, während Norwegen nur ein Beispiel kennt. Einige Darstellungen zeigen Thors Fischzug und sind keine Langschiffdarstellungen. Andere Steine zeigen eine Reihe Schilde entlang der Reling, was auf Kriegsschiffe weist. Bei den Schiffen mit Schilden gibt es zwei Rumpfformen.
Die eine Art ähnelt mediterranen Galeeren mit Rammsporn. Das beste Beispiel dieser Art ist das Schiff auf dem Runenstein von Tullstorp, das eine Dromone mit 15 Schilden zeigt, aber keine Takelage hat. Mast und Segel fehlen auch bei den meisten anderen Schiffen dieser Rumpfform. Ein einziges Beispiel auf dem Bruchstück eines Steins aus Spentrup in Jütland hat zumindest einen Mast. Die Schiffe mit Rammsporn können zwischen 950 und 1025 n. Chr. datiert werden und stammen zumeist aus Dänemark und Schonen, obwohl es auch ein Beispiel aus Östergötland gibt.
Die andere Rumpfform ist nur einmal zusammen mit Schilden zu sehen. Es gibt sie, (nur teilweise erhalten) auf dem Runenstein von Sønder Kirkeby (DR 220) auf Falster in Dänemark. Diese Rumpfform ist von archäologischen Funden her bekannt. Es ist die normale Form auf der Mehrzahl der Runensteine mit Schiffsdarstellungen. Die Schilde auf der Sønder-Kirkeby-Darstellung sind nicht mehr alle sichtbar, aber es waren vermutlich mehr als zwölf.
Der Runenstein von Sparlösa in Västergötland, Schweden, nimmt eine Sonderstellung ein und zeigt eine Fülle von Details. Er ist anders als die schwedischen Runensteine, die auf etwa 800 n. Chr. datiert werden. Das Schiff auf dem Sparlösa Stein ist ungewöhnlich. Sein Rumpf ist niedrig und die Bretterlagen der Seiten des Schiffes sind markiert. Die Steven sind lang, hoch und zurückgebogen, so dass sie über dem Schiff enden. Das Schiff hat ein Seitenruder und 13 Ruderlöcher in der obersten Bretterleiste. Das Schiff wird mit Mast, Segel und Wanten gezeigt und an der Spitze des Mastes ist ein Wimpel oder eine Schiffsfahne zu erkennen.
Die fragmentarischen Steine von Hørdum (in Dänemark) und Långtora kirka (mit Runen), U 1001 in Rasbo und U 1161 in Altuna alle in Schweden zeigen Schiffe, haben aber zumeist keine Runen.

## Dänische Runensteine

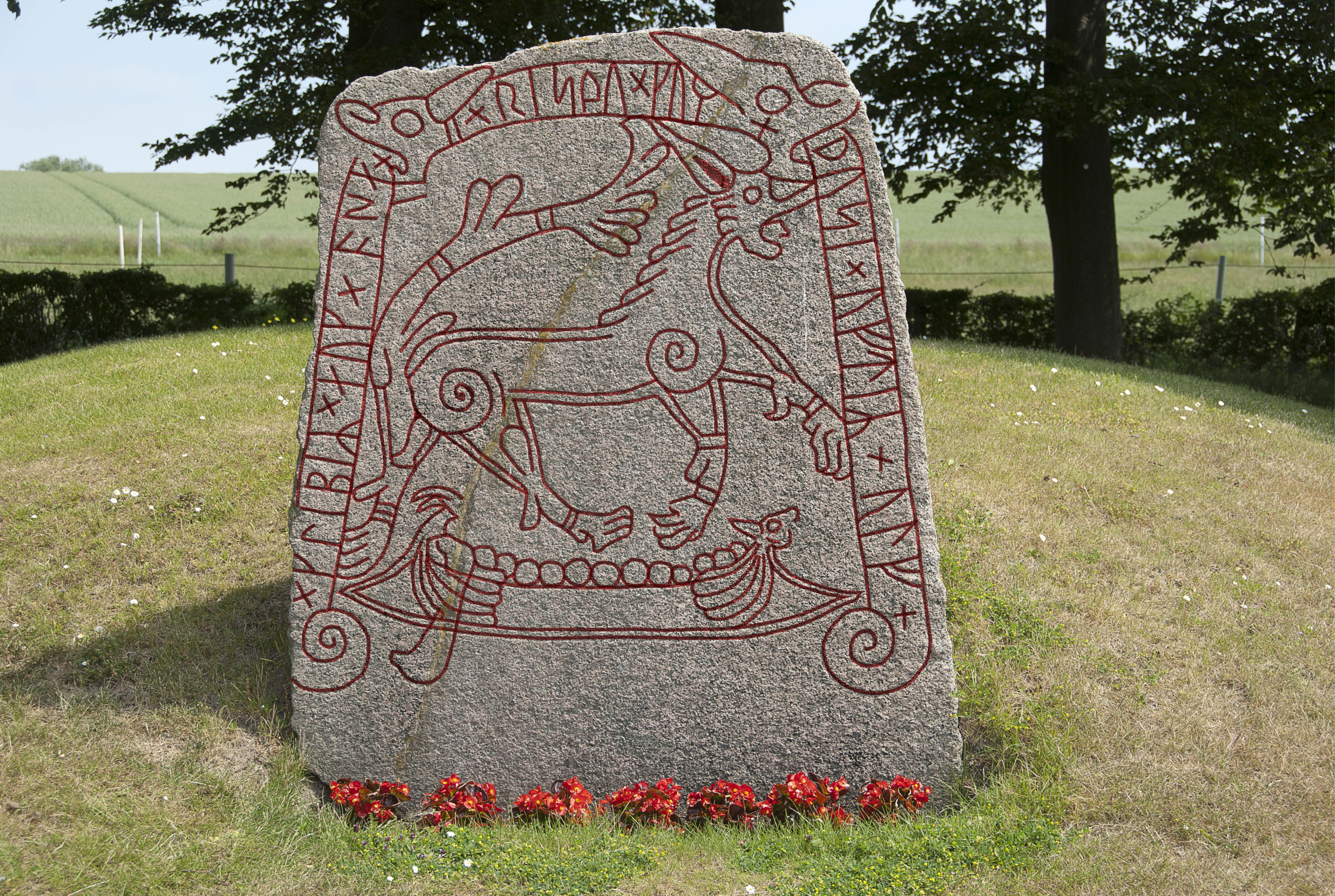
Tullstorpsten DR 271

Dänische Runensteine oder in den südschwedischen Provinzen Blekinge, Halland und Schonen stehende Steine mit dänischer Kennung (DR), die Schiffe zeigen, sind DR 77 in Hjermind, DR 119 in Spentrup, DR 220 in Sønder Kirkeby (fragmentarisch) und DR EM85; 523 in Farsø.
In Südschweden stehen DR 258 in Bösarp, DR 271 in Tullstorp und DR 328 in Holmby.

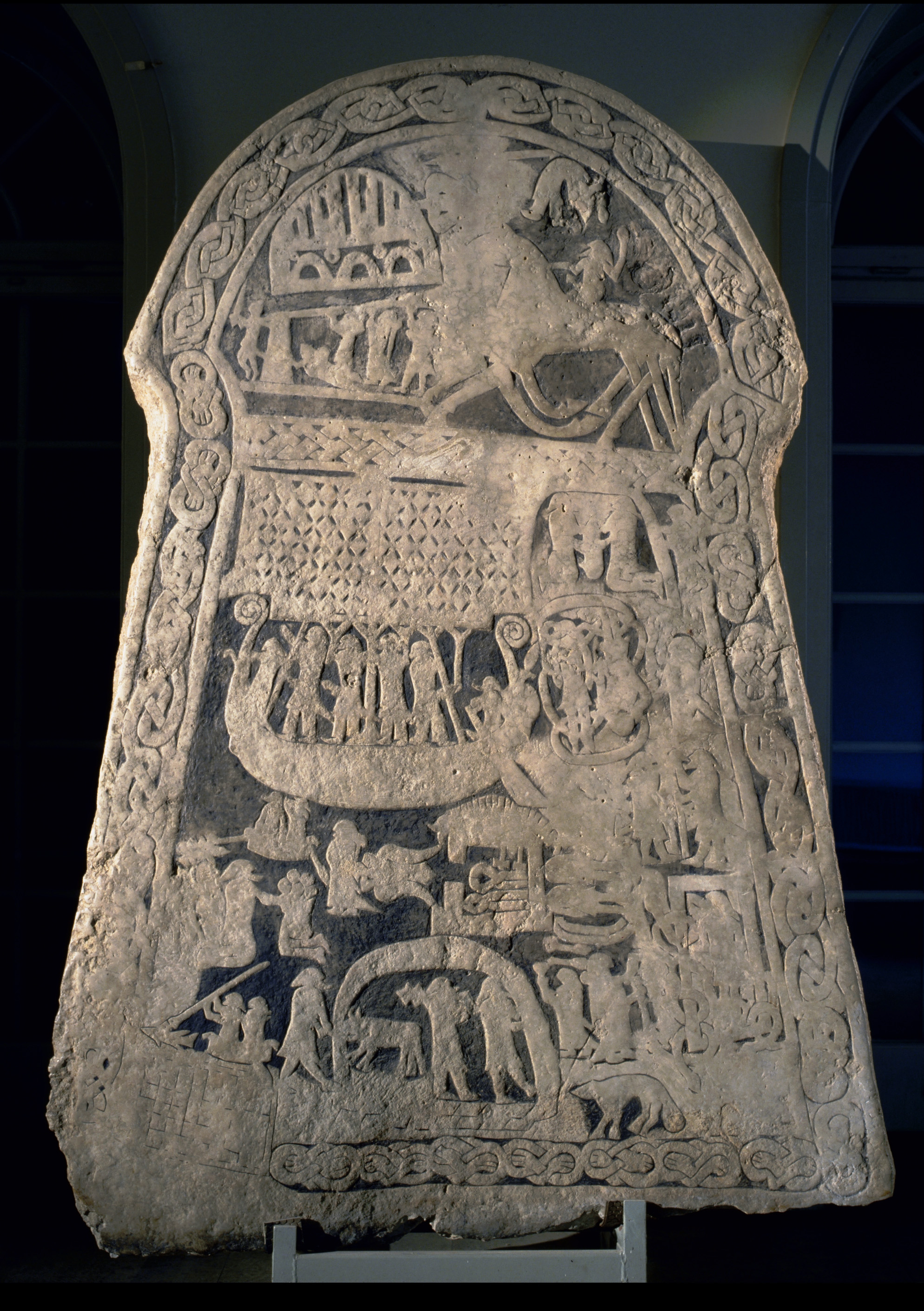
Stein von Ardre

## Schwedische Runen- und Bildsteine
Schwedische Runen- oder Bildsteine mit Schiffsdarstellungen sind Ög 181 Ledbergstenen in Ledberg, Ög 224 in Stratomta, Ög MÖLM1960;230 in Törnevalla, Sö122 in Skresta, Sö 154 in Skarpåker, Sö 158 in Österberga, Sö 164 in Spanga, Sö 351 Överjärna, Sö 352 in Linga, Vg 51 in Husabyvägen, U 370 in Herresta, U 979 in Alt-Uppsala, U 1052 in Axlunda, U 1161 in Altuna Vs 17 in Raby und G 110 der Tjängvidesten auf Gotland.

## Gotländische Bildsteine
Gotländische Bildsteine (schwedisch bildstenar oder billedstenar) des Typs 3 sind vendel- und wikingerzeitlich. Sie kommen auf Gotland, vereinzelt an den benachbarten Küsten der Ostsee und auf Öland vor. Die Schauseite der teils sehr großen Steine ist mit Figuren und Ornamenten, darunter besonders Schiffen, geschmückt.